# جلال أمير ديدي
جلال أمير ديدي (بالتركية: Celal Emi̇r Dede)‏ هو لاعب كرة قدم تركي، ولد في 2 مايو 2001 في بالق أسير في تركيا.

## وصلات خارجية
- جلال أمير ديدي على موقع اتحاد تركيا (لاعب) (الإنجليزية)
- جلال أمير ديدي على موقع قاعدة بيانات كرة القدم.إي يو (الإنجليزية)
- جلال أمير ديدي على موقع Soccerway.com (الإنجليزية)